# Xanthoparmelia austrocapensis
Xanthoparmelia austrocapensis är en lavart som beskrevs av Hale. Xanthoparmelia austrocapensis ingår i släktet Xanthoparmelia och familjen Parmeliaceae.   Inga underarter finns listade i Catalogue of Life.